# 湯田村 (滋賀県)
湯田村（ゆだむら）は、滋賀県東浅井郡にあった村。現在の長浜市の南東部、北陸本線・虎姫駅の東方一帯、国道365号の沿線にあたる。

## 地理
- 山岳：雲雀山
- 河川：草野川、田川

## 歴史
- 1889年（明治22年）4月1日 - 町村制の施行により、三田村・大路村・内保村・湯次村・尊野村・平塚村・八島村・大依村・尊勝寺村・西野村・山之前村の区域をもって発足。
- 1954年（昭和29年）10月1日 - 田根村・下草野村・七尾村と合併して浅井町が発足。同日湯田村廃止。

## 交通

### 道路
- 北国西往還（現・国道365号）

現在は旧村域を北陸自動車道が通過するが、当時は未開通。